# Hoàng Minh Tâm
Hoàng Minh Tâm (sinh ngày 28 tháng 10 năm 1990) là một cầu thủ bóng đá người Việt Nam chơi ở vị trí tiền vệ trung tâm cho Trường Tươi Bình Phước tại V-league 2.